# فهرست ضریب‌های شکست

شکست در سطح مشترک

شکست، زاویه بحرانی و بازتاب داخلی کلی نور در سطح مشترک بین دو محیط.

بسیاری از مواد دارای ضریب شکست مشخص هستند، اما این شاخص‌ها اغلب به شدت به فرکانس نور بستگی دارند و باعث پراکنش نوری می‌شوند. اندازه‌گیری‌های استاندارد ضریب شکست در خط سدیم D «زرد مضاعف» با طول‌موج ۵۸۹ نانومتر انجام می‌شود.
همچنین وابستگی ضعیف‌تری به دما، فشار/تنش و غیره و همچنین ترکیبات دقیق مواد (وجود آلاینده و غیره) وجود دارد. برای بسیاری از مواد و شرایط معمولی، این تغییرات در سطح درصد یا کمتر است؛ بنابراین، در صورت نیاز به دقت، ذکر منبع برای اندازه‌گیری شاخص بسیار مهم است.
به‌طور کلی، شاخص شکست یک عدد مختلط با یک بخش حقیقی و موهومی است، که دومی نشان دهنده شدت اتلاف جذب در یک طول موج خاص است — بنابراین، قسمت موهومی گاهی اوقات ضریب خاموشی {\displaystyle k} نامیده می‌شود. چنین تلفاتی به ویژه در فلزات با طول موج کوتاه (مثلاً قابل مشاهده) قابل توجه می‌شوند و باید در هر توصیفی از ضریب شکست وجود داشته باشند.

## فهرست
| نام ماده                                                            | λ (نانومتر) | عدد ضریب شکست n   | مرجع                           |
| ------------------------------------------------------------------- | ----------- | ----------------- | ------------------------------ |
| خلأ                                                                 |             | 1 (طبق تعریف)     |                                |
| هوا در اس‌تی‌پی                                                       |             | ۱٫۰۰۰۲۷۳          |                                |
| گازها در ۰ °C و ۱ اتمسفر                                            |             |                   |                                |
| هوا                                                                 | ۵۸۹٫۲۹      | ۱٫۰۰۰۲۹۳          | [ ۱ ]                          |
| دی‌اکسید کربن                                                        | ۵۸۹٫۲۹      | ۱٫۰۰۰۴۵           | [ ۲ ] [ ۳ ] [ ۴ ]              |
| هلیوم                                                               | ۵۸۹٫۲۹      | ۱٫۰۰۰۰۳۶          | [ ۵ ]                          |
| هیدروژن                                                             | ۵۸۹٫۲۹      | ۱٫۰۰۰۱۳۲          | [ ۶ ]                          |
| مایع‌ها در ۲۰ °C                                                     |             |                   |                                |
| تری‌سولفید آرسنیک و گوگرد در یدید متیلن                              |             | ۱٫۹               |                                |
| کربن دی‌سولفید                                                       | ۵۸۹٫۲۹      | ۱٫۶۲۸             | [ ۷ ]                          |
| بنزن                                                                | ۵۸۹٫۲۹      | ۱٫۵۰۱             | [ ۸ ]                          |
| کربن تتراکلرید                                                      | ۵۸۹٫۲۹      | ۱٫۴۶۱             | [ ۹ ]                          |
| روغن‌های سیلیکون(nD۲۵)                                               | ۵۸۹٫۲۹      | ۱٫۳۹۳–۱٫۴۰۳       | [ ۱۰ ]                         |
| نفت سفید                                                            |             | ۱٫۳۹              |                                |
| اتانول (الکل اتیلیک)                                                | ۵۸۹٫۲۹      | ۱٫۳۶۱             | [ ۱۱ ]                         |
| استون                                                               |             | ۱٫۳۶              |                                |
| Water                                                               | ۵۸۹٫۲۹      | ۱٫۳۳۳             | [ ۱۲ ]                         |
| ۱۰٪ گلوکز محلول در آب                                               | ۵۸۹٫۲۹      | ۱٫۳۴۷۷            | [ ۱۳ ]                         |
| ۲۰٪ گلوکز محلول در آب                                               | ۵۸۹٫۲۹      | ۱٫۳۶۳۵            | [ ۱۴ ]                         |
| ۶۰٪ گلوکز محلول در آب                                               | ۵۸۹٫۲۹      | ۱٫۴۳۹۴            | [ ۱۵ ]                         |
| جامدها در دمای اتاق                                                 |             |                   |                                |
| کاربید سیلیسیوم (میسانیت؛ شکل 6H)                                   | ۵۸۹٫۲۹      | ۲٫۶۵              | [ ۱۶ ]                         |
| تیتانیوم دی‌اکسید (روتیل فاز)                                        | ۵۸۹٫۲۹      | ۲٫۶۱۴             | [ ۱۷ ] [ ۱۸ ]                  |
| الماس                                                               | ۵۸۹٫۲۹      | ۲٫۴۱۷             | [ ۱۹ ]                         |
| تیتانات استرانسیم                                                   | ۵۸۹٫۲۹      | ۲٫۴۱              | [ ۲۰ ]                         |
| پنتاکسید تانتال                                                     | ۵۸۹٫۲۹      | ۲٫۱۵              | [ ۲۱ ]                         |
| کهربا                                                               | ۵۸۹٫۲۹      | ۱٫۵۵              | [ ۲۲ ]                         |
| سدیم کلرید                                                          | ۵۸۹٫۲۹      | ۱٫۵۴۴             | [ ۲۳ ]                         |
| شیشه سیلیسی (یک شکل خالصی از شیشه، کوارتز ذوب شده نیز نامیده می‌شود) | ۵۸۹٫۲۹      | ۱٫۴۵۸             | [ ۲۴ ] [ ۲۵ ]                  |
| مواد دیگر                                                           |             |                   |                                |
| هلیوم مایع                                                          |             | ۱٫۰۲۵             |                                |
| پرفلوئوروهگزان (فلورینت FC-72)                                      |             | ۱٫۲۵۱             | [ ۲۶ ]                         |
| یخ آب                                                               |             | ۱٫۳۱              |                                |
| تی‌اف‌ئی/پی‌دی‌دی (تفلن ای‌اف)                                           |             | ۱٫۳۱۵             | [ ۲۷ ] [ ۲۸ ]                  |
| کریولیت                                                             |             | ۱٫۳۳۸             |                                |
| سیتوپ                                                               |             | ۱٫۳۴              | [ ۲۹ ]                         |
| پلی تترافلوئورواتیلن (تفلن)                                         |             | ۱٫۳۵–۱٫۳۸         | [ ۳۰ ]                         |
| شکر محلول، ۲۵٪                                                      |             | ۱٫۳۷۲۳            | [ ۳۱ ]                         |
| قرنیه (انسان)                                                       |             | ۱٫۳۷۳/۱٫۳۸۰/۱٫۴۰۱ | [ ۳۲ ]                         |
| عدسی (چشم) (انسان)                                                  |             | ۱٫۳۸۶–۱٫۴۰۶       |                                |
| کبد (انسان)                                                         | ۹۶۴         | ۱٫۳۶۹             | [ ۳۳ ]                         |
| مخاط روده (انسان)                                                   | ۹۶۴         | ۱٫۳۲۹–۱٫۳۳۸       | [ ۳۴ ]                         |
| اتیلن تترافلوئوراتیلن (ای‌تی‌اف‌ای)                                    |             | ۱٫۴۰۳             | [ ۳۵ ]                         |
| سیلگارد ۱۸۴ (پلی‌دی‌متیل‌سیلوکسان)                                     |             | ۱٫۴۱۱۸            | [ ۳۶ ]                         |
| محلول شکر، ۵۰٪                                                      |             | ۱٫۴۲۰۰            |                                |
| اسید پلی‌لاکتیک                                                      |             | ۱٫۴۶              | [ ۳۷ ]                         |
| پیرکس (یک شیشه بوروسیلیکات)                                         |             | ۱٫۴۷۰             | [ ۳۸ ]                         |
| روغن گیاهی                                                          |             | ۱٫۴۷              | [ ۳۹ ]                         |
| گلیسیرین                                                            |             | ۱٫۴۷۲۹            |                                |
| محلول شکر، ۷۵٪                                                      |             | ۱٫۴۷۷۴            |                                |
| پلی (متیل متاکریلات) (پی‌ام‌ام‌ای)                                     |             | ۱٫۴۸۹۳–۱٫۴۸۹۹     |                                |
| سنگ نمک                                                             |             | ۱٫۵۱۶             |                                |
| شیشهٔ صفحه‌ای (شیشه پنجره)                                            |             | ۱٫۵۲              | [ ۴۰ ]                         |
| عدسی کراون (خالص)                                                   |             | ۱٫۵۰–۱٫۵۴         |                                |
| فت‌جی                                                                |             | ۱٫۵۷              |                                |
| پلی‌اتیلن ترفتالات (پِت)                                              |             | ۱٫۵۷۵۰            |                                |
| پلی‌کربنات                                                           | ۱۵۰         | ۱٫۶۰              | [ ۴۱ ]                         |
| عدسی کراون (ناخالص)                                                 |             | ۱٫۴۸۵–۱٫۷۵۵       |                                |
| شیشه سنگ چخماق (خالص)                                               |             | ۱٫۶۰–۱٫۶۲         |                                |
| برم                                                                 |             | ۱٫۶۶۱             |                                |
| شیشه سنگ چخماق (ناخالص)                                             |             | ۱٫۵۲۳–۱٫۹۲۵       |                                |
| یاقوت کبود                                                          |             | ۱٫۷۶۲–۱٫۷۷۸       |                                |
| نیترید بور                                                          |             | ۲–۲٫۱۴            | [ ۴۲ ]                         |
| زیرکونیای مکعبی                                                     |             | ۲٫۱۵–۲٫۱۸         | [ ۴۳ ]                         |
| نیوبات پتاسیوم (KNbO3)                                              |             | ۲٫۲۸              |                                |
| اکسید روی                                                           | ۳۹۰         | ۲٫۴               |                                |
| شنگرف (جیوه سولفید)                                                 |             | ۳٫۰۲              | دوشکستی: nω = 2.905 nε = 3.256 |
| سیلیسیم                                                             | ۱۲۰۰–۸۵۰۰   | ۳٫۴۲–۳٫۴۸         | [ ۴۵ ]                         |
| گالیم(III) فسفید                                                    |             | ۳٫۵               |                                |
| گالیم(III) آرسنید                                                   |             | ۳٫۹۲۷             |                                |
| ژرمانیم                                                             | ۳۰۰۰–۱۶۰۰۰  | ۴٫۰۵–۴٫۱          | [ ۴۶ ]                         |